# Bonderup (Store Tåstrup Sogn)
 For alternative betydninger, se Bonderup. (Se også artikler, som begynder med Bonderup)
Bonderup er en gammel sædegård, idet den allerede nævnes i 1321. Bonderup ligger i Store Tåstrup Sogn, Merløse Herred, Holbæk Kommune. Hovedbygningen er opført i 1766 og er ombygget 1858-1859 ved arkitekt Ferdinand Meldahl og igen i 1951 ved arkitekt M. J. Erlangsen. Bonderup / Merløsegård Godser er på 1310 hektar.

## Ejere af Bonderup
- (1321-1550) Forskellige ejere
- (1550-1566) Claus Basse
- (1566) Ellen Clausdatter Basse gift Norby
- (1566-1592) Otte Norby
- (1592-1608) Christoffer von Festenberg Pax
- (1608-1631) Else Thott gift Pax
- (1631-1660) Christen Friis
- (1660-1680) Christian Bille / Jørgen Bille
- (1680-1698) Peder Hjort
- (1698) Holger Christoffersen von Festenberg Pax
- (1698-1699) Elisabeth Bille gift Pax
- (1699-1711) Erik Jacobsen Eilert
- (1711) Hans Rasmussen / Andreas Rasmussen
- (1711-1717) Jacob Hjort
- (1717-1727) Johannes Christensen
- (1727-1730) Hans Hartmann
- (1730-1737) P. Fr. Kling
- (1737-1744) Jens Bremer
- (1744-1747) Johannes Mørch
- (1747-1749) Søren Hansen Seidelin
- (1749-1752) Knud Gregorius de Klauman
- (1752-1754) Holger Skeel
- (1754-1766) Christian Frederik lensgreve Holstein-Ledreborg
- (1766-1796) P. Larsen Wiihm
- (1796-1803) Tønnes Christian Bruun de Neergaard
- (1803-1808) Søren H. Lund
- (1808-1816) Frederik lensgreve Knuth-Knuthenborg
- (1816-1852) Frederik Christian Julius Frederiksen greve Knuth-Knuthenborg
- (1852-1853) Frederik Christian Julius Frederiksen greve Knuth-Knuthenborgs dødsbo
- (1853-1858) Johannes Theodorus Suhr
- (1858-) Den Suhrske Stiftelse

## J.L. Heiberg og Bonderup
Johannes Theodorus Suhr stillede i sit testamente Bonderups hovedbygning til rådighed som sommerbolig for sine venner, J.L. Heiberg og hustru.
Under opholdet på Bonderup afgik Heiberg ved døden i august 1860.